# 劉坤一
劉坤一（1830年1月21日—1902年10月6日），字峴莊，湖南省寶慶府新寧縣（今邵陽市新宁县）人，清朝政治人物。廩生出身。在太平天國之亂時嶄露頭角，与族侄刘长佑一道成為當日急速冒升的封疆大吏之一，及後在曾國藩、左宗棠等去世後，和張之洞成為後期洋務運動的主導者，並在其後的甲午戰爭、百日維新、庚子拳亂、東南自保、清末新政等晚清歷史事件上均發揮著重要角色。諡忠誠。

## 生平

### 早年
劉坤一的出仕過程和其他漢族督撫曾國藩、李鴻章等類似，身為士大夫，不滿太平天國排斥儒家的舉動，而參與編練地方鄉勇抵抗太平天國，進而因戰功而被擢升為地方大員。在1855年，劉坤一在太平天國動亂期間參加鄉勇團練，加入江忠源系湘軍征討太平軍。江阵亡后追随刘长佑。其後因帶領湘軍立下戰功，而由廩生逐級升為教諭、知縣、知州、知府、廣東按察使及廣西布政使，並於1865年起晉升為江西巡撫，任內作風保守，認為社會之富強源於典章制度的優良，抄襲西方技術不如「自力更生」，對洋務派「師夷長技以制夷」理念不予認同，這種思想可反映在他的講話之中：
「為政之道，要在正本清源。欲挽末流，徒廢心力。國朝良法美意，均有成規，因其舊而新之，循其名而實之，正不必求之高遠，侈言更張。大亂既平，人心將靜，有志上理者，其在斯時乎！」
因此，當日劉坤一的治績類似於傳統中國的變法模式，比如著手整頓吏治、提倡儒家道統的教化、開源節流、與民生息等，以期恢復太平天國之亂後受動搖的固有秩序。在整頓吏治方面，在初就任巡撫的四個月後，便一次過撤換知府、知州及知縣8人，其後九年的任內又撤換布政使及按察使7人；提倡儒家道統的教化上他復興書院、向各府州縣印發《佐治》及《學治》等書，又獎勵士紳，提倡儒教；對財政上的整頓有精簡勇營以節省軍費，將由地方鄉勇數43000人削減至5700人，又調補綠營缺額，以免軍中有人誇大軍額以侵吞軍款，同時整頓厘金及關稅，使厘金收入由年均87萬兩增至153萬兩以充實地方財政；又減低農村賦稅、提供糧種及農具以復興農業經濟，與民休息。而對軍事的改革則只有在1874年，亦即在他離任巡撫一職的前一年才推行軍隊採用洋槍。

### 封疆大吏
在1875年，劉坤一署任兩江總督，又在翌年晉升為兩廣總督直到1879年，之後在1880年開始擔任了兩年兩江總督兼南洋通商大臣。從這時期開始，由於因為官職調升的關係，開始接觸及認識西方事務（兩江及兩廣總督駐地分別是和洋人商務往還較多的江寧及廣州，相反江西只是一個內陸省份），並對洋務作有限度支持。在署兩江總督及兩廣總督任內期間整頓治安，主力清剿哥老會及海盜；又在任兩廣總督時認為賭風不良而禁賭；在任兩江總督時沿襲他在任江西巡撫的整頓財政政策，精簡勇營以節省軍費，將地方鄉勇數裁減四分之一，又減免捐助陝西的軍餉、並查辦招商局貪污。推動洋務方面，在任職兩江總督期間發展海運、支持江南製造局造艦及提議各兵工廠生產專門化。然而，他又反對採煤及發展鐵路，其中反對發展鐵路的原因，並非無識，而是考量民生問題，擔心鐵路會令挑夫和大運河的船家失業。

### 改革與晚年
在1890年開始，他復任兩江總督兼南洋大臣，1891年又受命幫辦海軍軍務，1894年中日甲午戰爭時被授予欽差大臣職銜，節制關內外各軍對日作戰。劉坤一在此時期對洋務的態度比之前更為積極，包括推動現代化政策如推動江南製造局自行炼鋼、提議在湖南開採煤礦及自行興辦鐵路，在1895年與張之洞聯名上奏倡議包括軍隊、經濟及教育現代化的改革，又參與組織如在1895年加入主張變法的强學會，並捐助五千兩白銀。除了推動洋務外，他繼續以往傳統變法式的整頓吏治及治安的政策，包括保薦親民的知府知縣8人及辦理團練，在1892年肅清兩江境內的哥老會。
在1898年戊戌政變後强烈反對慈禧太后罷黜天子光緒帝，在1900年義和團亂時主張嚴厲鎮壓並和李鴻章、張之洞、袁世凱等人倡導組織了東南自保，保障了東南各行省，免受拳亂之禍。
其後在1901年又與張之洞聯名上《江楚三折》，主張育才興學、整頓變通朝政、兼採西法以扭轉清朝江河日下的局面，開啟了清廷晚清改革的先聲，然而，在改革開始不久，劉坤一卻在1902年去世，追封一等男爵，赠太傅，諡忠誠，入祀贤良祠，并在原籍、立功省份（湖南、江西、安徽、江宁）建专祠。

## 延伸阅读
[在维基数据编辑]
 在维基文库阅读此作者作品（ 在维基共享资源阅览影像）
 《清史稿·卷413》，出自趙爾巽《清史稿》